# 府内 (三木市)
府内（ふない）は、兵庫県三木市にある大字。旧・美嚢郡三木町大字府内。郵便番号は673-0415。地内は府内と府内町があるが、ここでは両方記載する。

## 地理

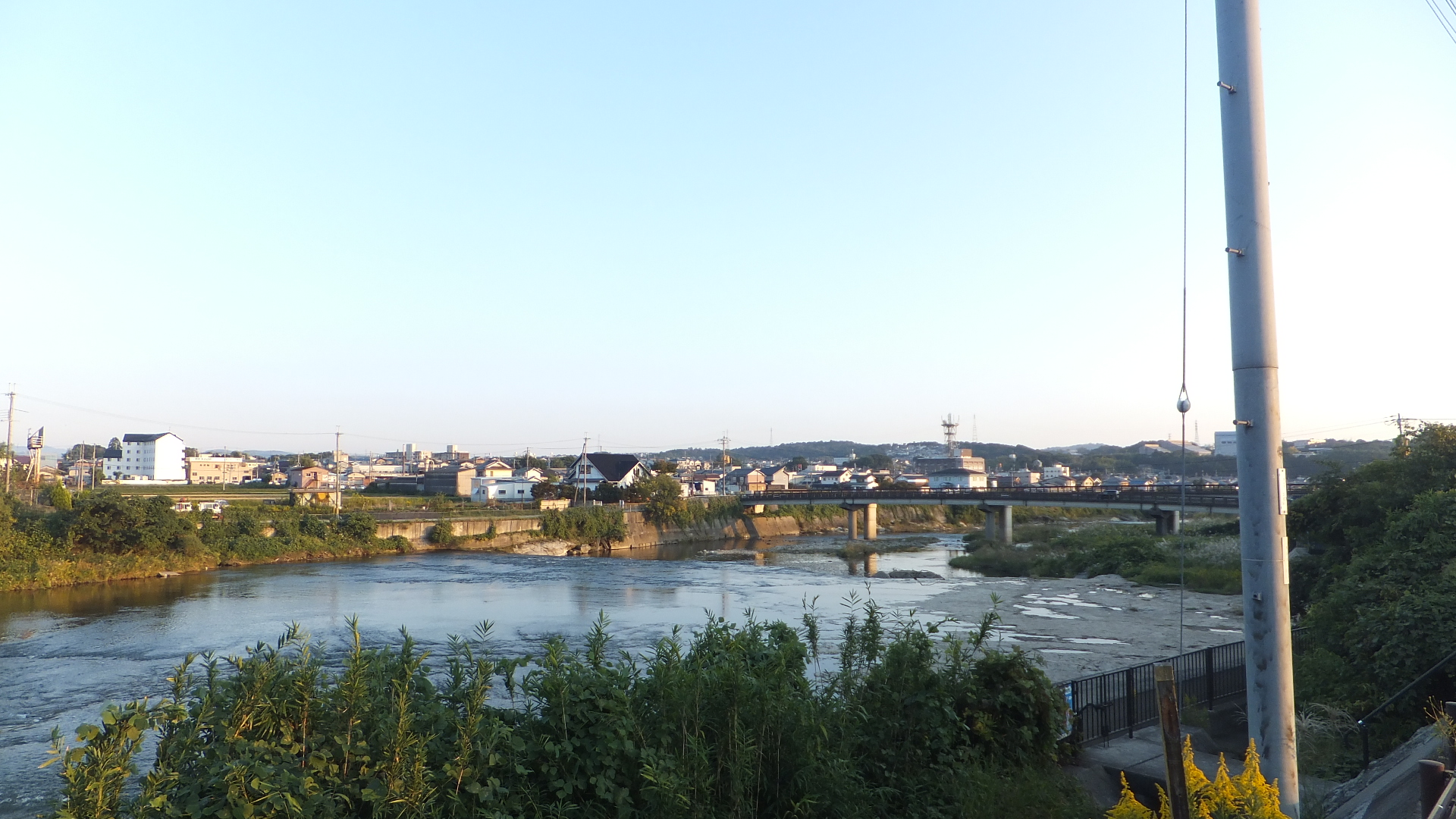
美嚢川から望む府内の街並み

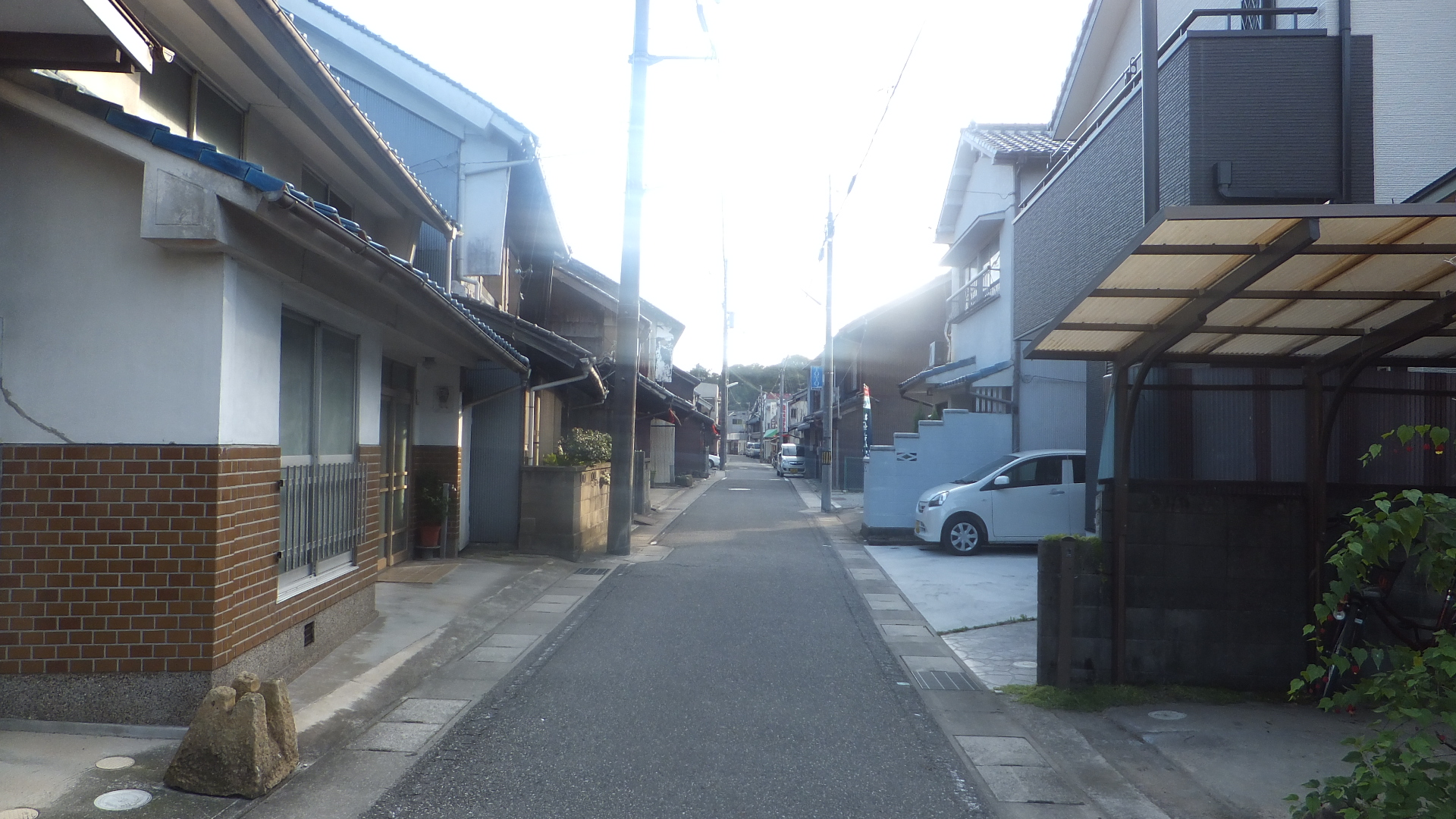
府内町の街並み

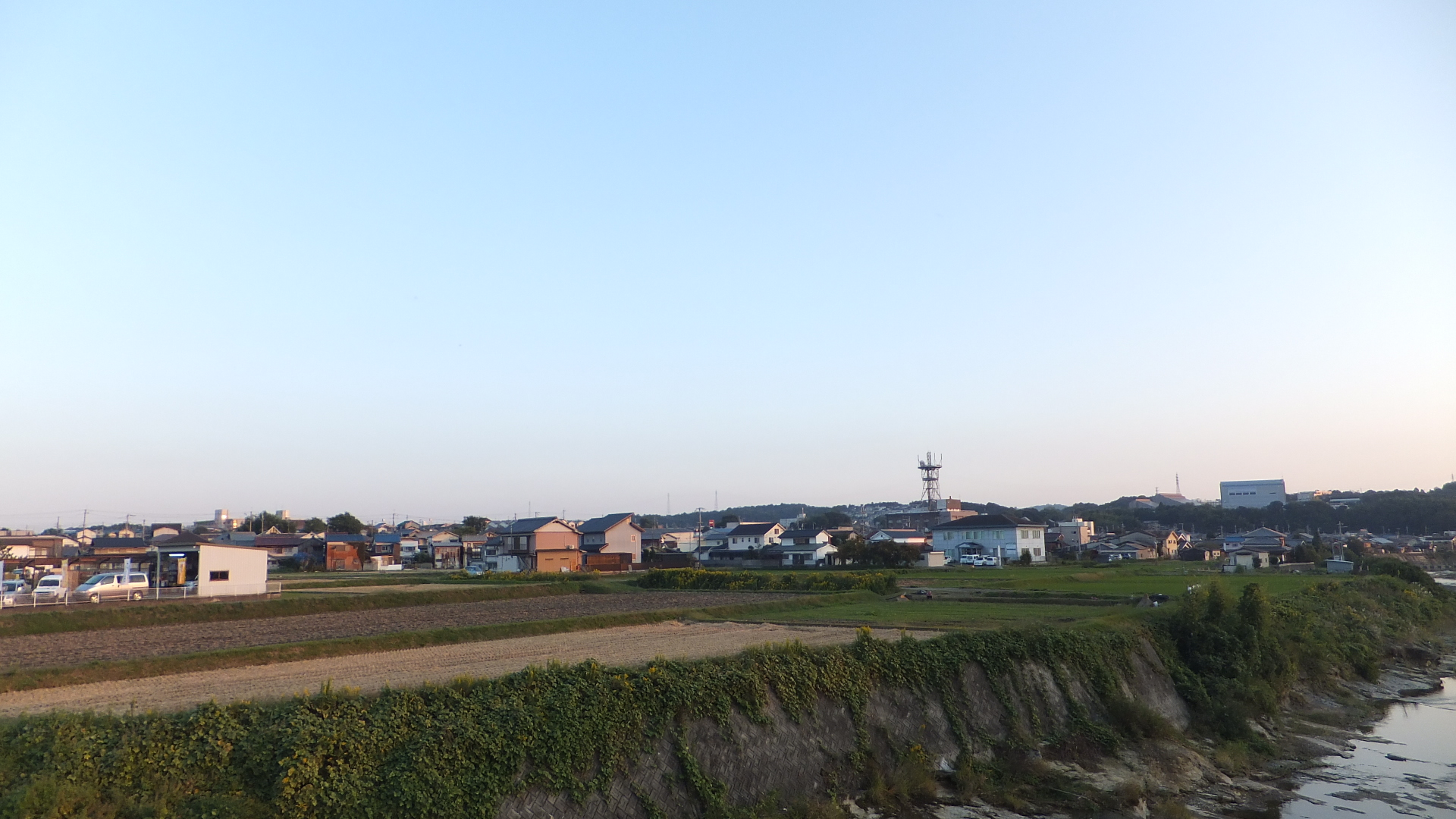
地内にある農業地帯

- 三木地区の西北部に位置しており、南側は湯の山街道の沿線に古い建物が立地しているが、北部は農業地帯である。[1][2]東側は岩宮、芝町・西側は末広、加佐、跡部・南側は本町・北側は久留美と接する。

### 河川
- 美嚢川[2]
- 井谷川 - 地内の中央部に流れている。[2]

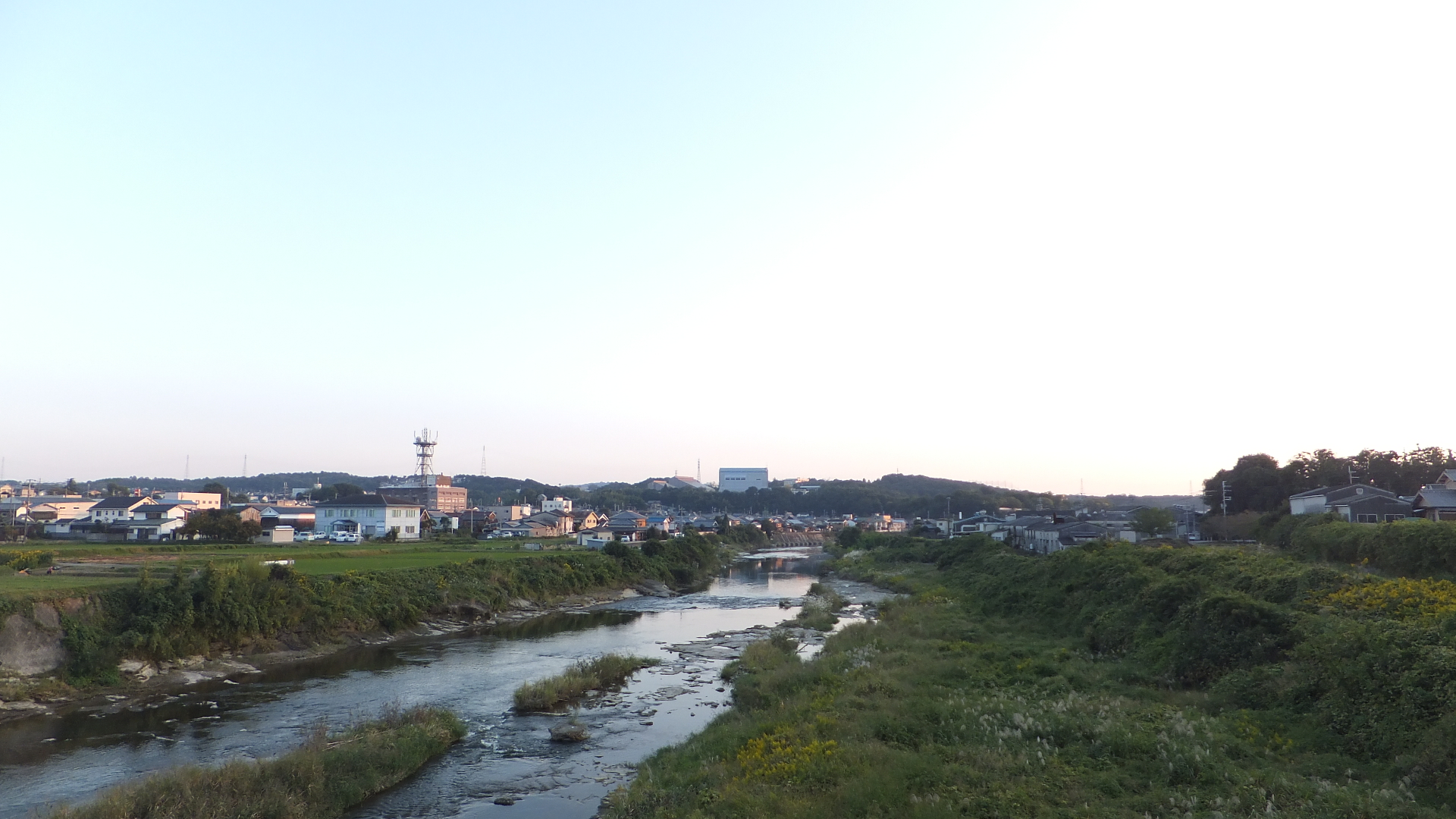
美嚢川

## 街並み

### 府内
- 美嚢川中流左岸の沖積平野に位置する。現在は農業地帯であり、その間に数件の住宅地と工場がある。跡部との間に久留米大橋が架かる。[2]

### 府内町
- 美嚢川中流左岸の沖積平野に位置する。南側は湯の山街道沿いに古い住宅地と商業地であり、宿場町の面影を残している、北部は住宅地と農地が広がる。末広との間に上津橋が架かる。[1][2]

#### 旧町の概要
- 東条町 - 別所氏の時は街が形成されておらず、三木城から丹波国の八上へ通じる道であった。由来は加東市東条（旧加東郡東条町）へ通じる街道があったことから名付けられた。[3][1]
- 平山町 - 湯の山街道の改修によって、宿場町を形成していた。由来は古く平らかな坂があることから名付けられた。[1]

## 歴史
- 1954年6月1日 - 三木市新設に伴い、三木市府内になる。

### 字域の変遷
| 実施前               | 実施年       | 実施後     |
| -------------------- | ------------ | ---------- |
| 美嚢郡三木町大字府内 | 1954年6月1日 | 三木市府内 |

## 施設

### 現存する施設
- 浄念寺[2]
- 本長寺[2]
- 浄徳寺
- 常楽寺
- 東条町公園[2]
- 三木市シルバー人材センター

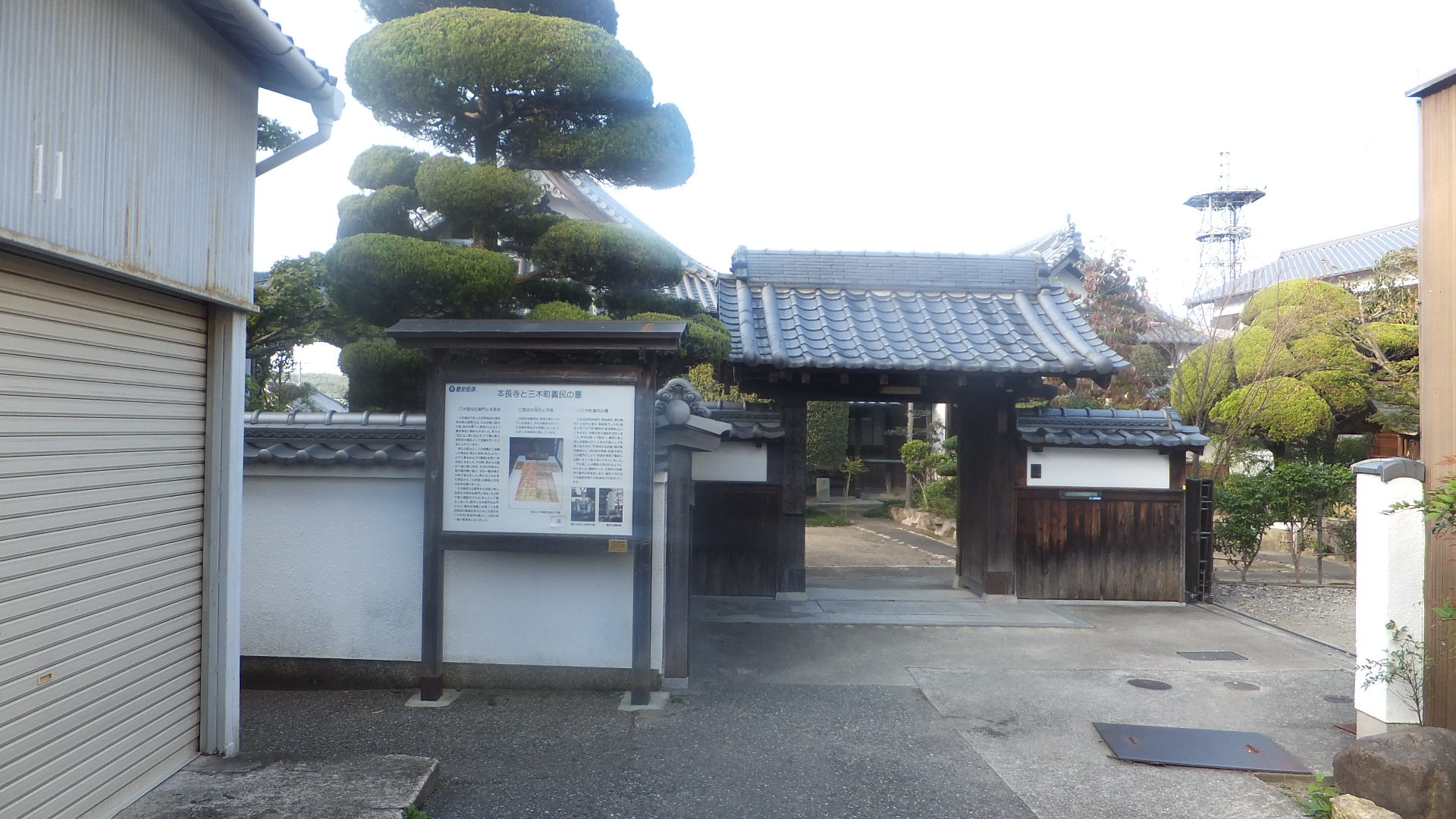
本長寺
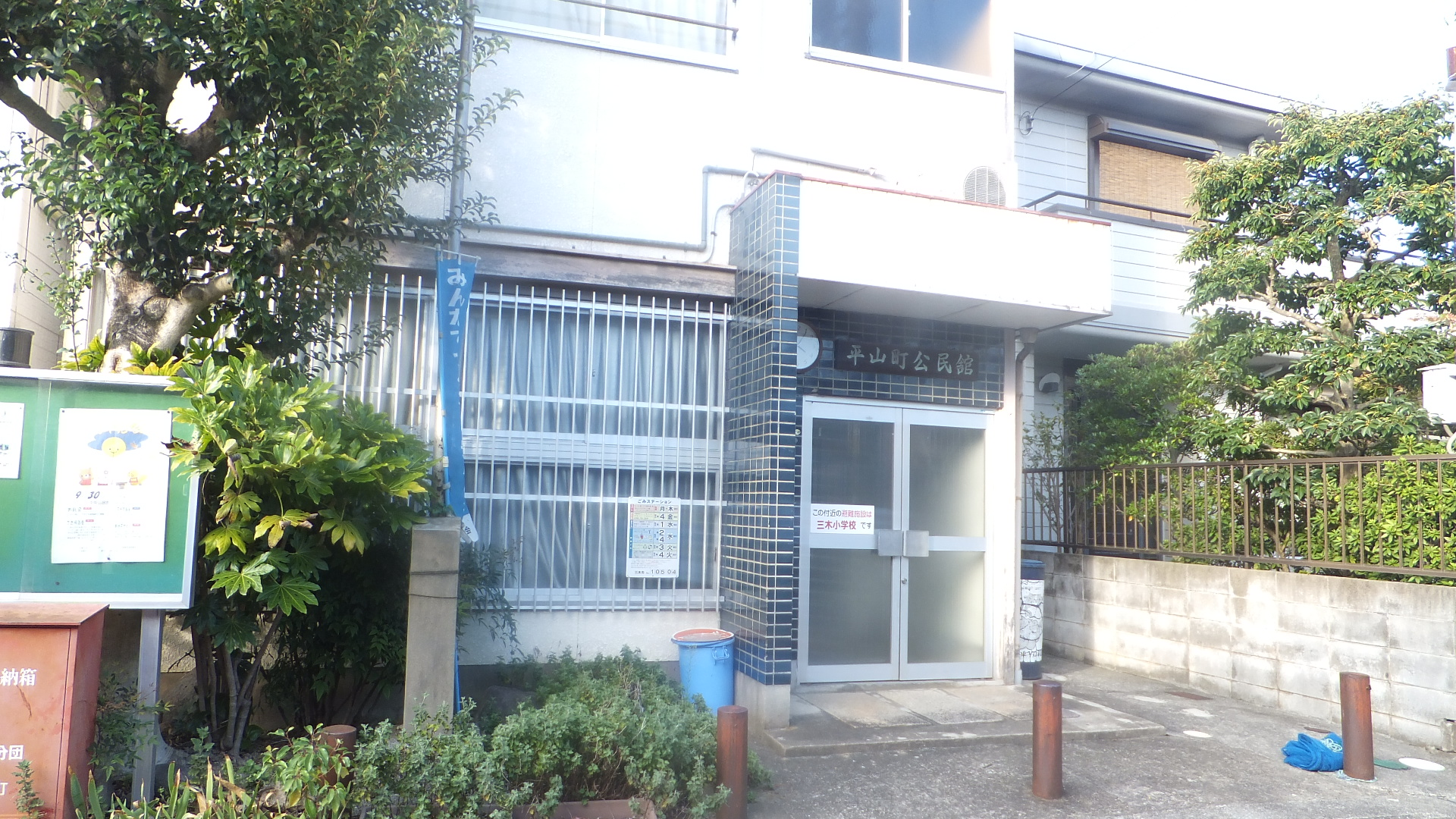
東條町公民館
- 平山町公民館
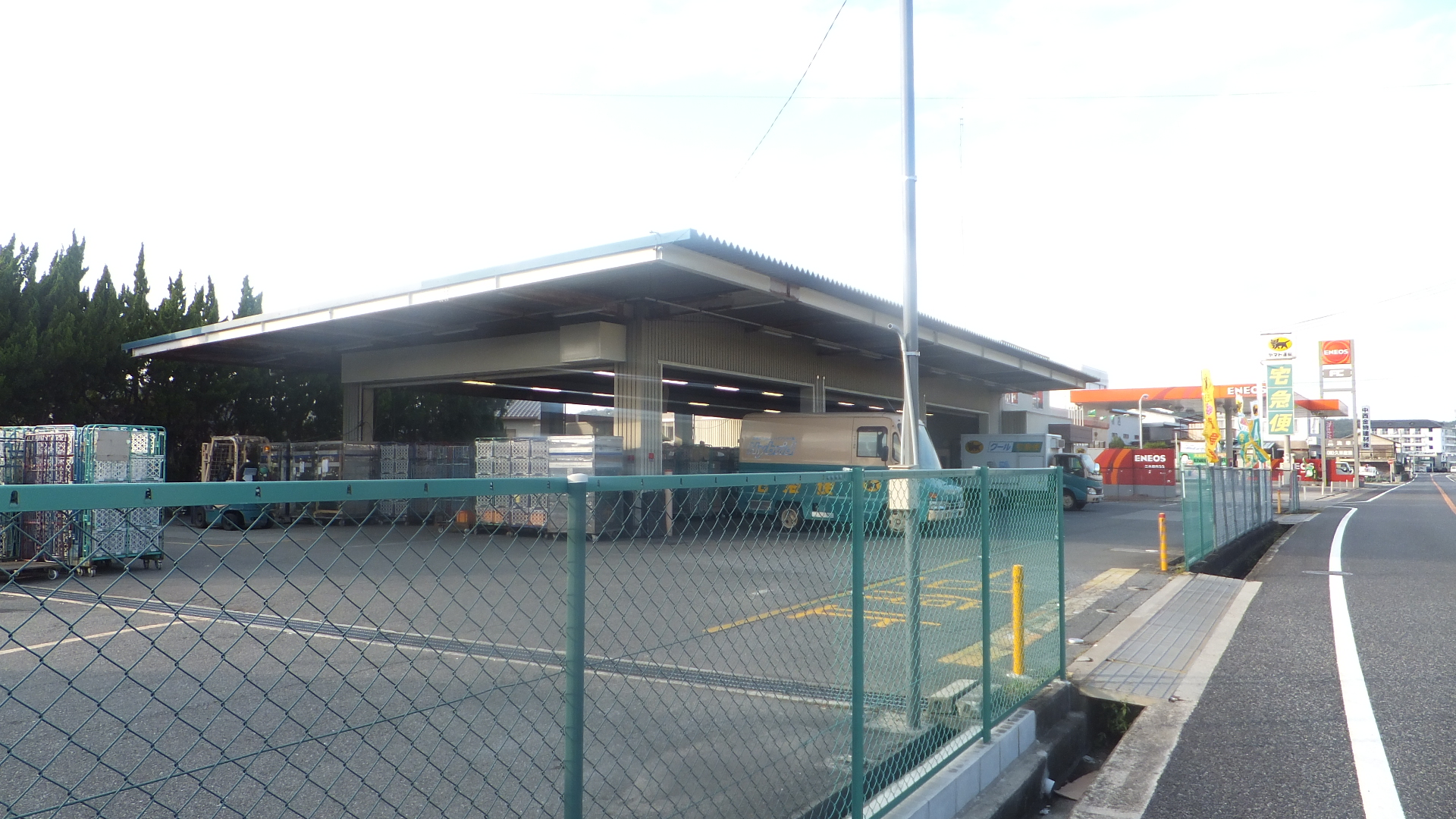
クロネコヤマト三木府内宅急便センター
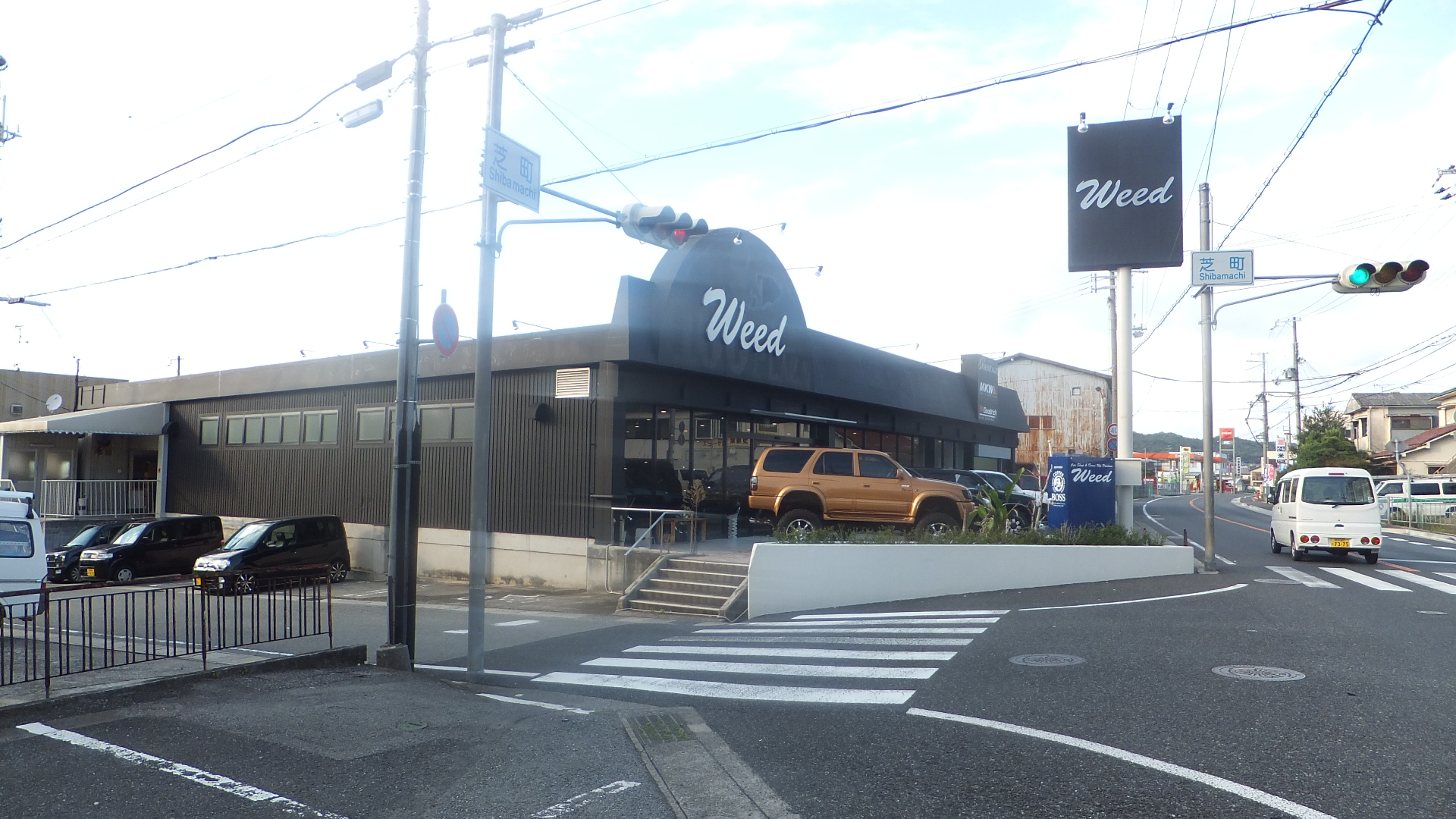
ウィード本社・ショールーム
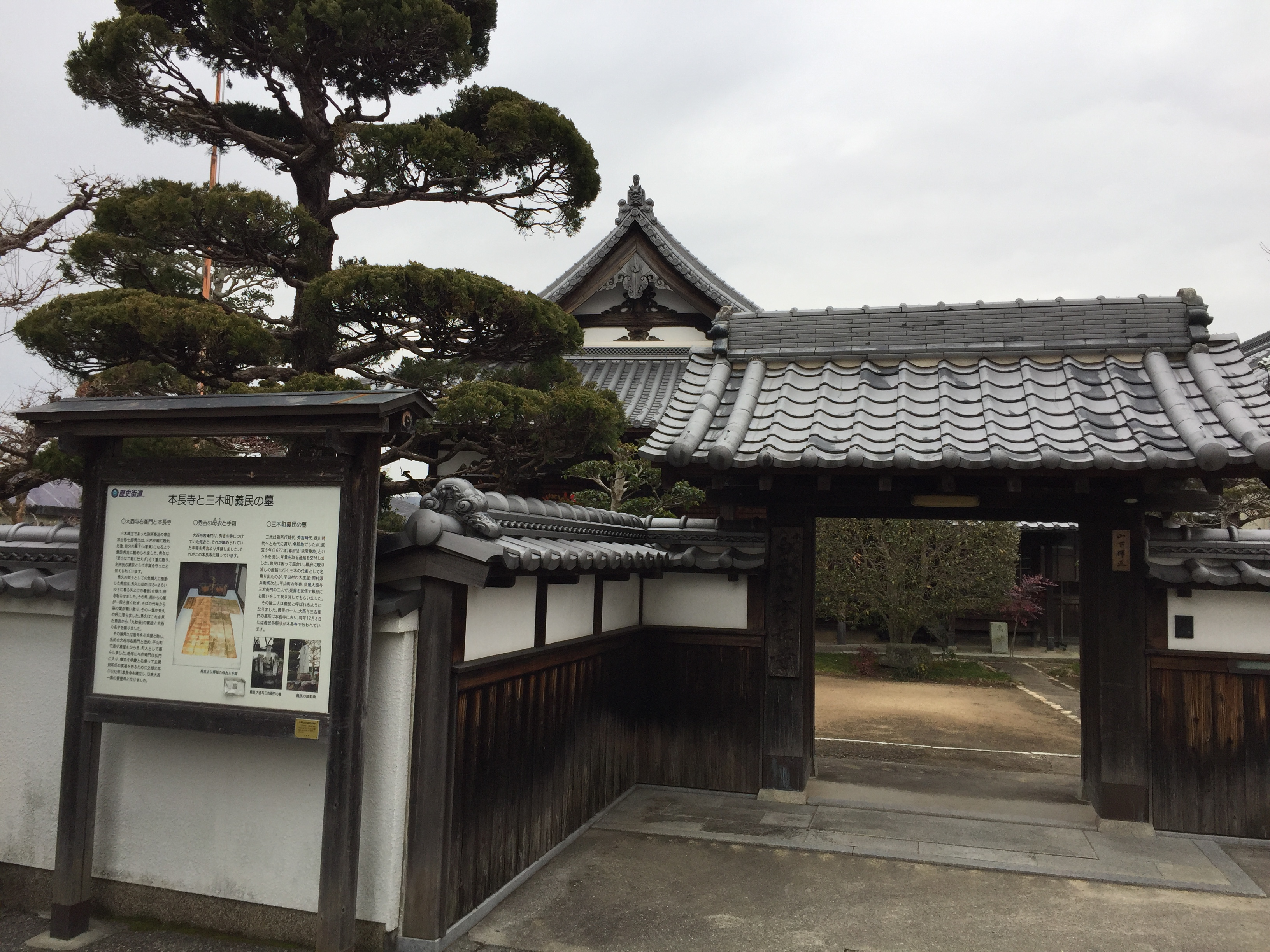
ながさわ 三木店

- 本長寺
- 平山町公民館
- クロネコヤマト三木府内宅急便センター
- ウィード本社・ショールーム
- 本長寺

### 過去に存在した施設
- 不断小学校 - 明治時代に存在していた寺子屋[1]
- 不断楼 - 大正時代に存在していた料理旅館である。[1]
- 銀ビルストアー三木店 - 1987年12月から2010年まで存在したスーパーマーケットである。[4]
- ダイソー三木銀ビルストア店

## 小・中学校の学区
| 大字 | 番地 | 小学校             | 中学校             |
| ---- | ---- | ------------------ | ------------------ |
| 府内 | 全域 | 三木市立三木小学校 | 三木市立三木中学校 |

## 交通

### 鉄道
地内には鉄道は走っていない。

### バス
- 神姫バス
- みっきぃバス

### 道路

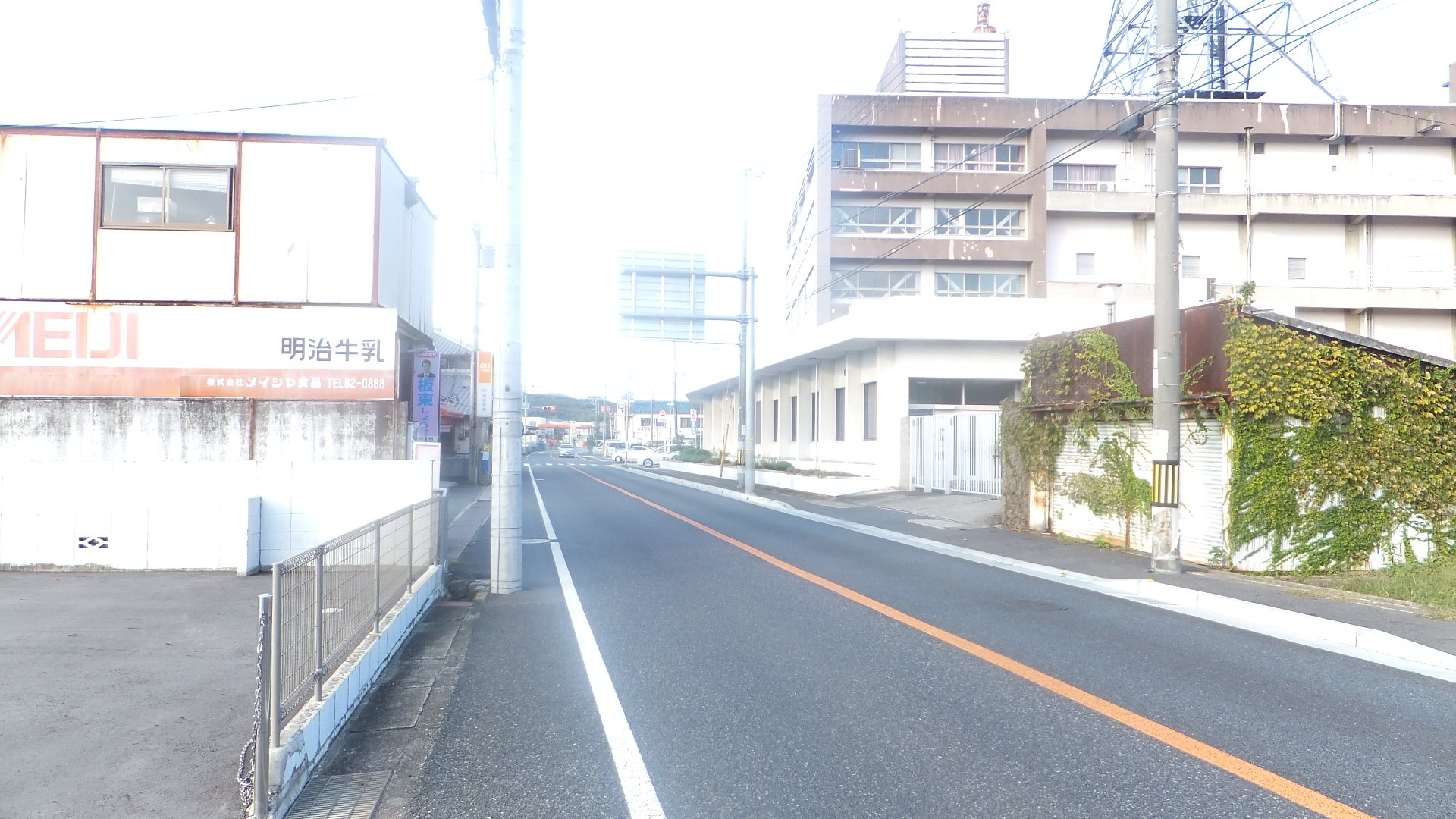
兵庫県道20号加古川三田線
- 湯の山街道
  - 不断坂

東條道の入口から芝町まで続く坂道である。
- 兵庫県道20号加古川三田線